# Reitabgabe
Die Reitabgabe ist eine Sonderabgabe des Landes Nordrhein-Westfalen. Das Aufkommen der Abgabe ist für die Anlage und Unterhaltung von Reitwegen bestimmt.
Nach § 62 des Gesetzes zum Schutz der Natur in Nordrhein-Westfalen (Landesnaturschutzgesetz – LNatSchG NRW) ist das Reiten in freier Landschaft und im Wald nur erlaubt, wenn am Pferd beidseitig ein gültiges Kennzeichen geführt wird. Mit der Ausgabe des Kennzeichens bzw. des Aufklebers dafür, wird eine Abgabe erhoben. Sie beträgt 25 Euro, für Reiterhöfe 75 Euro je Kennzeichen und Jahr.
Zuständig für die Ausgabe der Kennzeichen sind die kreisfreien Städte und Kreise als untere Landschaftsbehörden.
Die vereinnahmten Mittel werden von der Bezirksregierung verwaltet und für die entsprechenden Maßnahmen zur Verfügung gestellt.